# Глонн
Глонн (нем. Glonn) — община в Германии, в земле Бавария.
Подчиняется административному округу Верхняя Бавария. Входит в состав района Эберсберг. Подчиняется управлению Глон. Население составляет 4439 человек (на 31 декабря 2010 года). Занимает площадь 30,24 км².

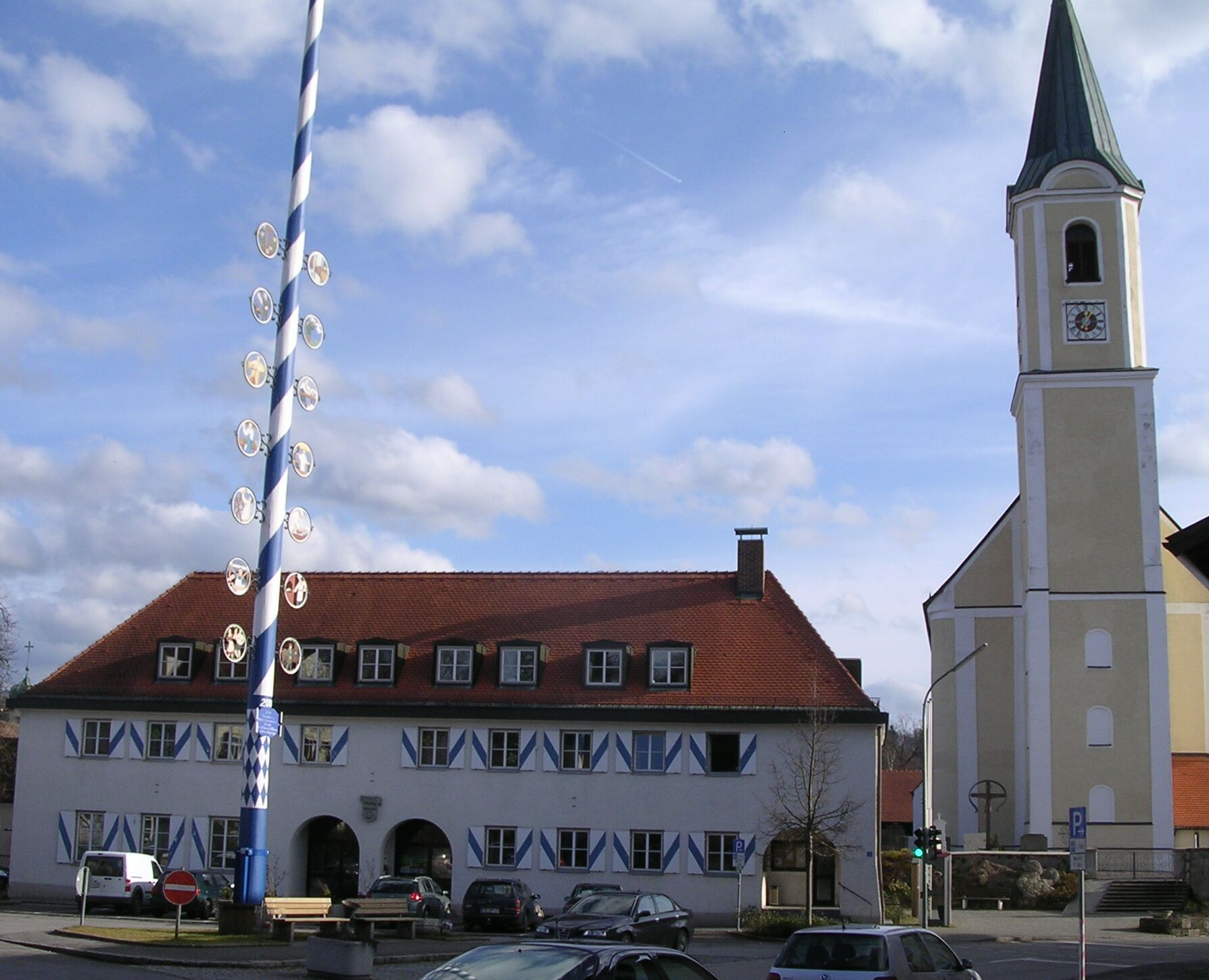
Ратуша